# COMARE
COMARE (Committee on Medical Aspects of Radiation in the Environment, 環境における放射線の医学的側面に関する委員会) は英国政府によって1985年に設立された諮問委員会である。 
COMAREの付託事項は次のとおりである。

自然および人工放射線の健康影響に関する評価と政府に助言する権限をゆだねられ、また入手可能なデータの妥当性とさらなる研究の必要性を評価する

COMAREは2011年までに放射線の広範囲な問題に関するレポートを14本作成した。
COMAREの事務局機能は健康保護庁(en)の放射線防護部門(旧:国立放射線防護委員会(en))によって提供されている。

## CERRIE
英国厚生省(en)と環境・食品・農林水産省(en)はCOMAREから内部被曝に関するリスクに関して確認するよう依頼を受け、さらに調査が必要な場合はCOMAREに助言する。その作業を支援するために2001年10月から2004年10月の間に CERRIE (Committee Examining Radiation Risks from Internal Emitters, 内部放射線被曝リスク調査委員会) が設置された。

## 参照
1. 1 2  Blears, Hazel (4 March 2003). “Written answers: Radiation”. Hansard (Parliament of the United Kingdom). 4 Mar 2003 : Column 995W 2011年5月1日閲覧。.
2. ↑  COMARE: Reports, Statements and Other Documents